# ون بيس: محاربو القراصنة
ون بيس: محاربو القراصنة (بالإنجليزية: One Piece: Pirate Warriors)‏ (باليابانية: ワンピース 海賊無双) ، هي لعبة فيديو من نوع أكشن ومغامرات، أنتجت سنة 2012م.

## وصلات خارجية
- Official Japanese website